# Садове (Мологівська сільська громада)
Садо́ве — село Мологівської сільської громади, Білгород-Дністровський район Одеської області, Україна. Населення становить близько 800 осіб.

## Історія
До 1945 року називалося Шаболад.

## Розташування
Відстань до райцентру становить близько 12 км і проходить автошляхом Р72.

## Населення
Згідно з переписом 1989 року населення села становило 924 особи, з яких 452 чоловіки та 472 жінки.
За переписом населення 2001 року в селі мешкали 963 особи.
Розподіл населення за рідною мовою (2001).
| Українська | Російська | Румунська | Болгарська | Інші мови |
| ---------- | --------- | --------- | ---------- | --------- |
| 83,9 %     | 9,14 %    | 4,26 %    | 1,66 %     | 0,42 %    |

## Відомі уродженці
- Сергій Стерненко (1995) — український громадський діяч, колишній Член проводу та очільник одеського «Правого Сектора» (2014—2017), активний учасник «Революції Гідності», один із засновників «Народної люстрації».